# Stadio Europa

Pubblicità 1° Sudtirol Rugby Fest

Stadio Europa (in tedesco Europa-Stadion) è lo stadio dove gioca il Bolzano Rugby ASD, la squadra di rugby della città di Bolzano. 
Viene utilizzato per tutte le categorie del rugby:
- Prime Mete;
- Under 8;
- Under 10;
- Under 12;
- Under 14;
- Under 16;
- Under 18;
- Seniores, che attualmente milita in Serie C;
- Femminile;
- Old.

All'interno dello stadio è presente una palestra e la stanza del Terzo Tempo utilizzate dal Bolzano Rugby ASD.
All'esterno è presente un ampio parcheggio per auto e bus.
Lo stadio è accessibile anche alle persone disabili o con problemi di locomozione.
È possibile raggiungere lo stadio si con mezzi di privati che con mezzi pubblici.
Viene utilizzato saltuariamente per il calcio.
| Eventi            |                        |                                         |                                                                                                 |
| Data              | Nome Evento            | Organizzatori                           | Società Partecipanti                                                                            |
| 10/11 maggio 2025 | 1° Südtirol Rugby Fest | - Bolzano Rugby ASD; - Merano Rugby ASD | - Bolzano Rugby ASD; - Merano Rugby ASD; - Brixen Rugby; - Rugby Alto Garda ASD; - Rugby Thiene |

## Eventi

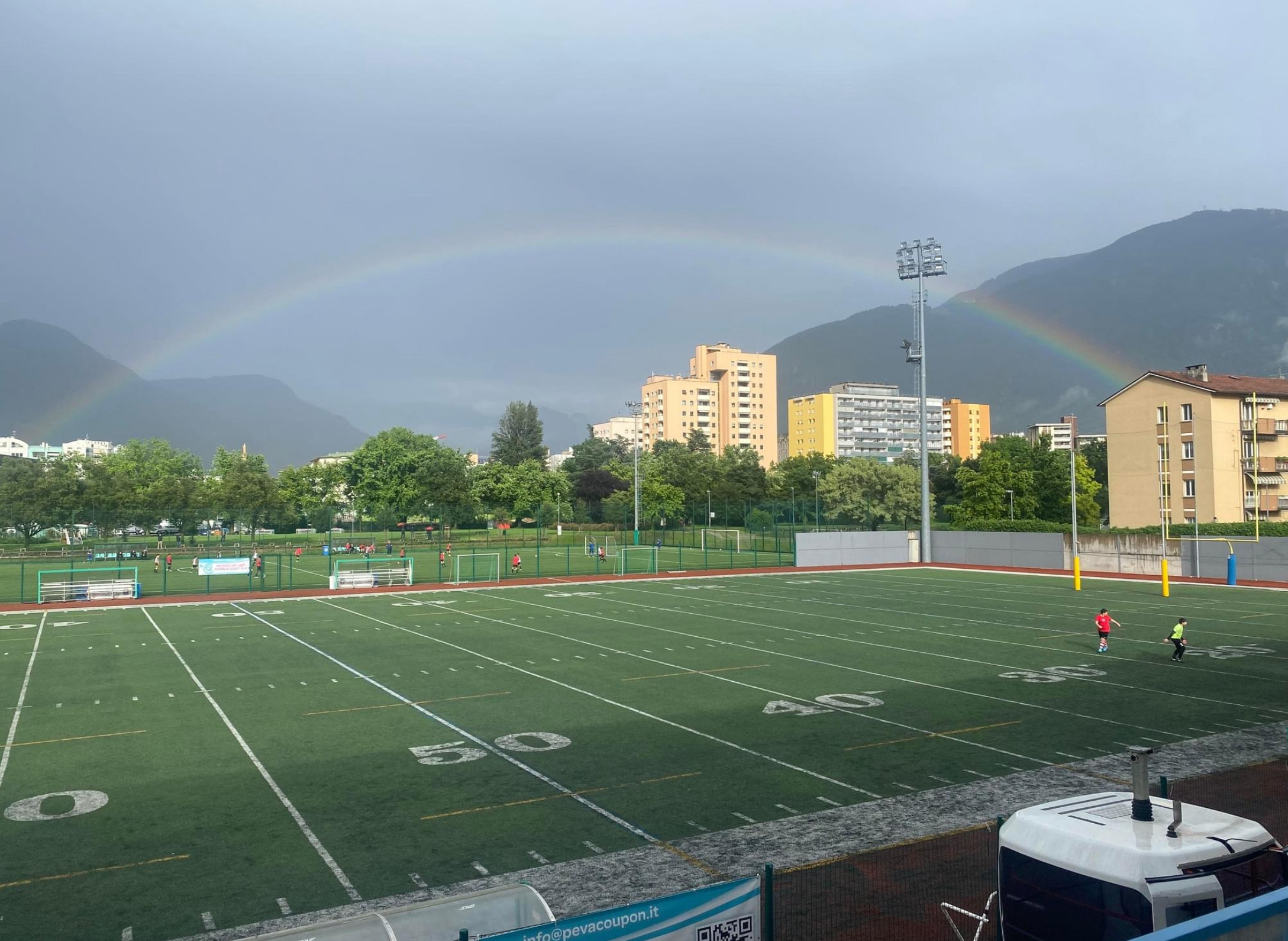
Campo di gioco

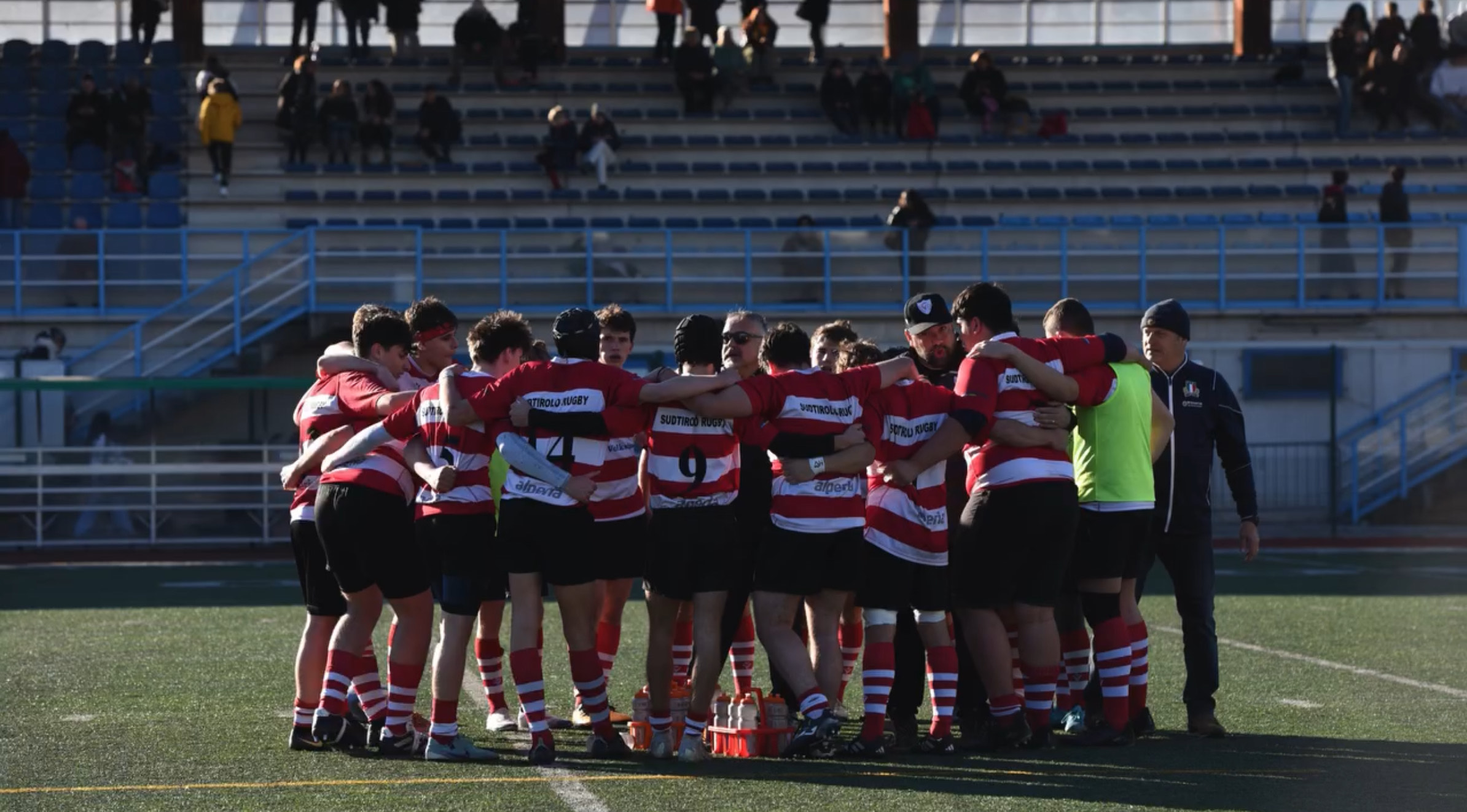
Giocatori del Bolzano Rugby